# Миндовг Гольшанский
Миндовг Гольшанский — легендарный литовский удельный князь из рода Гольшанских, якобы назначенный Гедимином своим наместником в Киеве после битвы на реке Ирпень и взятия города в 1321 или 1324 году. Упоминается только в поздних источниках: Хронике Быховца и Хронике литовской и жмойтской, причём последняя называет его сыном Гольши — легендарного основателя Гольшан. В Хронике Быховца сыном Миндовга назван Ольгимунд, который в Хронике литовской и жмойтской назван его братом.